# Левіафан (родовище)
33°10′04″ пн. ш. 33°37′02″ сх. д. / 33.167777777778° пн. ш. 33.617222222222° сх. д.
Лів'ятан (івр. לווייתן; кит, Левіафан) — газове родовище Левантійського нафтогазоносного басейну на шельфі Левантійського моря, поблизу морського кордону Ізраїлю з Ліваном. Родовище розташоване вза 135 км на захід від Хайфи, за 47 км на південний захід від родовища Тамар. Глибина моря тут становить 1634 м.
31 грудня 2019 року «Хеврат хашмаль» та інші споживачі почали отримувати природний газ з родовища «Левіафан».

## Запаси
За оцінками Геологічної служби США об'єм нерозвіданих, технічно видобуваємих запасів родовища становить ≈ 3,454 трильйона м³ природного газу та 1,7 млрд барелів нафти.
Під газовим родовищем, на глибині 5,8 км, як передбачається, знаходиться родовище нафти, потенціал якого, з імовірністю 17 % — 3 млрд барелів. На глибині 7,2 км є шанси (оцінювані в 8 %) виявити ще близько 1,2 млрд барелів нафти.

## Історія
Американська нафтова компанія Noble Energy, яка розвідала можливе родовище у червні 2010 р. і оголосила про відкриття 30 грудня того ж року, оцінила сумарні ресурси структури Левіафан в 453 млрд м³ при 50 % -ної достовірності оцінки. Пізніше ці дані отримали підтвердження; таким чином, Левіафан — найбільше з виявлених в 2000-ні роки газових родовищ у світі.
Американський аналітик Джим Фінк висловлює сумнів, що Noble Energy вистачить ресурсів для освоєння такого масштабного проекту.
У січні 2017 року, міністри енергетики Італії, Греції, Ізраїлю та Кіпру зустрілися для обговорення планів по створенню газогону завдовжки близько 2 тис. км від родовищ Левіафан та Афродіта до Греції і Італії; витрати на проект попередньо оцінюються в 5,5-5,7 млрд доларів США і 8 років будівництва, можливі потужності перекачування — в діапазоні 8-16 млрд м³ щорічно.
Терміни освоєння постійно зсуваються через розбіжності між компанією і урядом держави. В середині 2016 року Noble отримала схвалення від міністерства на план розробки родовища. За даними від грудня 2016 року Delek Group заявила план з початком видобутку газу в 2019 році.

## Розташування

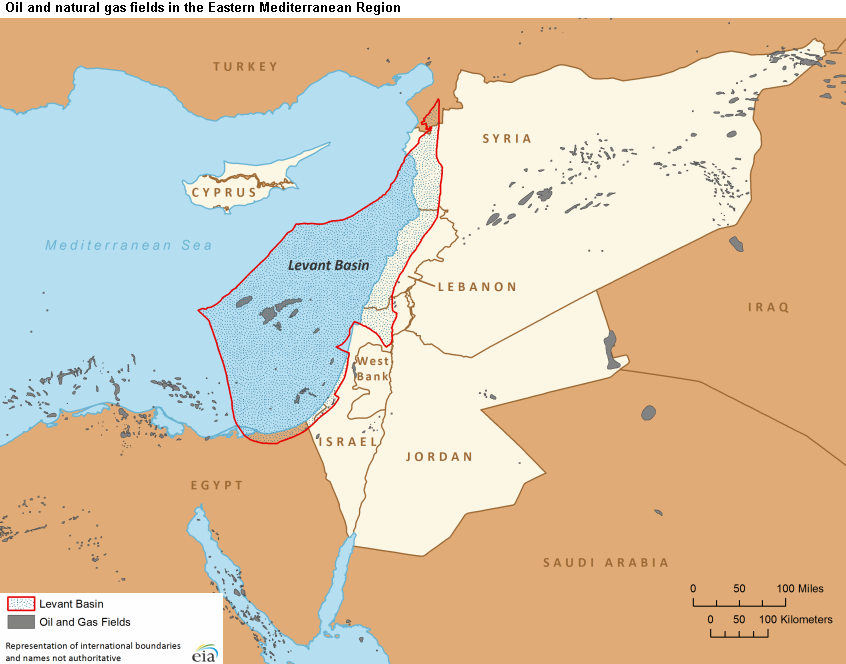
Схема басейну «Левант» згідно EIA, США.

В 2010 році Ліван заявив, що північна частина родовища знаходиться в його територіальних водах, Ізраїль заперечує цю заяву. Ізраїль і Ліван звернулися в ООН з метою уточнення морських економічних кордонів.. План врегулювання суперечки був підготовлений в 2012 році за участю США.

## Споживачі
Станом на 2016 року споживачами газу стануть: нова приватна електростанція в Ізраїлі, станції приватної компанії Edeltech (Ізраїль); підписані 18-річні контракти на поставки. Консорціум, який включає в себе U.S. Noble Energy, підписав контракт на експорт газу в Єгипет з приватною єгипетською фірмою..
На початку 2018 року Єгипет з його 100-мільйонним населенням і сусідня Йорданія уклали Договір про постачання ізраїльського газу, що видобувається у родовищах Левіафан і Тамар.
У листопаді 2018 року Ізраїль підписав угоду з Грецією, Італією та Кіпром про будівництво газогону EastMed потужністю до 20 млрд м³ газу на рік від ізраїльського шельфу через острів Крит і Грецію в Італію.